# Алькалатен
Алькалатен (исп. Alcalatén) — район (комарка) в Испании, входит в провинцию Кастельон в составе автономного сообщества Валенсия.

## Муниципалитеты
| Муниципалитет              | Население | Площадь км² | Плотность населения чел./км² |
| -------------------------- | --------- | ----------- | ---------------------------- |
| Алькора                    | 10.765    | 94’90       | 113’43                       |
| Лусена-дель-Сид            | 1.580     | 137         | 11’53                        |
| Адзанета                   | 1.462     | 71’20       | 20’53                        |
| Усерас                     | 990       | 80’70       | 12’26                        |
| Фигеролес                  | 580       | 12’10       | 47’93                        |
| Костур                     | 555       | 21’90       | 25’34                        |
| Вистабелья-дель-Маэстрасго | 404       | 151         | 2’67                         |
| Бенафигос                  | 178       | 35’60       | 5’00                         |
| Чодос                      | 124       | 44’30       | 2’79                         |